# سلم لوني
السلم اللَّوني أو السلم الملون (بالإنجليزية: Chromatic scale)‏ هو سلم موسيقي ذو 12 نغمة، بين كل نغمتين متتابعتين فيها نصف بعد. تكون أنصاف الأبعاد على هذا المقياس موزعة بشكل متساوي على البيانو الحديث أو الآلات المماثلة.

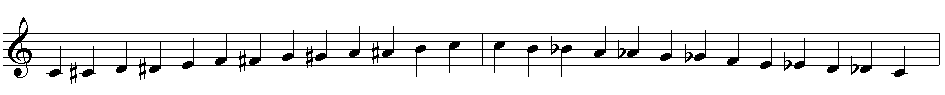
المقياس الكروماتيكي على طول اوكتاف كامل بارتفاع وانخفاض.